# Johan Ivar Liro
Johan Ivar Liro (Lindroth) ( 1872 - 1943 ) fue un botánico, fitopatólogo, y micólogo finés.
Fue una de las principales figuras de la Universidad de Helsinki, donde hizo una extensa carrera.
Su herbario se conserva en la Universidad de Helsinki

## Algunas publicaciones

### Libros
- 1908. Uredineae Fennicae. Finlands Rostsvampar. Bidrag till Kännedom af Finlands Natur och Folk 65: i-vii, 642 pp. 15 figs.
- 1909. Über die photochemische Chlorophyllbildung bei den Phanerogamen. Volumen 1. 147 pp.
- 1914. Können Algen in den Flechtenhyphen vorkommen?: ein Beitrag zur Lösung der Gonidienfrage. Volumen 6, N.º 1 de Suomalaisen Tiedeakatemian toimituksia. Ed. Suom. Tiedeakat. 52 pp.
- 1915. Heinäkasvien tärkeimmät nokisienet (Principales esponjas). 64 pp.
- 1916. Våra viktigaste sotsvampar. Volumen 6 de Agrikultur-ekonomiska. Ed. Senaten. 26 pp.
- 1922. Über die Gattung Tuburcinia Fries. Annales Universitatis Fennicae Aboënsis Ser. A 1 (1): 1-153
- 1924. Die Ustilagineen Finnlands. 1. Annales Academiae Scientiarum Fennicae Series A 17 (1): 636 pp.
- 1924. Mannyn neulasten harmaatauti. Tapio 17: 118-121
- 1925. Die Umbelliferen-Uredineen. Reeditó Nabu Press. 2010, 246 pp. ISBN 1149339136
- 1938. Die ustilagineen Finnlands, II. 720 pp.
- 1939. Mycotheca Fennica. Ed. Inst. Phytopathol. Univ. Helsinkiensis. 136 pp.
- ----------, h. Roivainen. 1951. Äkämäpunkit: Eriophyidae. Volumen 6 de Suomen eläimet, Animalia Fennica. Ed. Söderström Osakeyhtiö. 281 pp.

- La abreviatura «Liro» se emplea para indicar a Johan Ivar Liro como autoridad en la descripción y clasificación científica de los vegetales.[2]